# Sana (rivier)

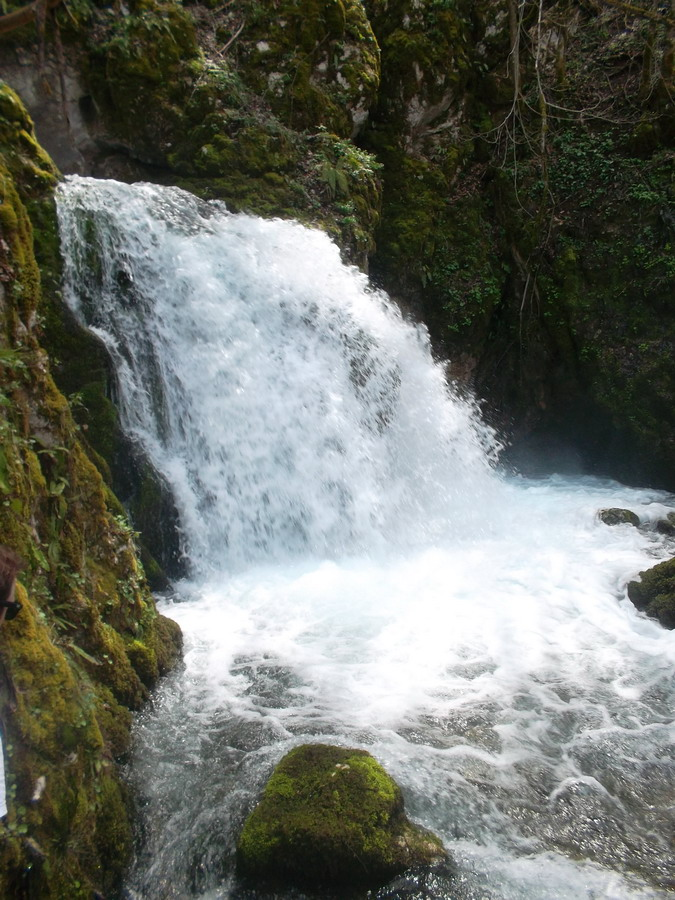
Een van de twee bronnen van de Sana

De Sana is een rivier in Bosnië en Herzegovina. De rivier dankt haar naam aan de vroegere Romeinse bewoners, die haar schoonheid en medische krachten al hadden ontdekt en haar de naam 'Sanus' gaven, wat Latijn is voor 'gezondheid'.
De bron van de Sana bevindt zich in centraal Bosnië in een grottencomplex genaamd Donja Pećka (Доња Пецка). Verder wordt de rivier met name gevormd door de Sanica, zijtak van de rivier Sana en een aantal andere kleine rivieren die grotendeels in het gebied rondom de stad Sanski Most samenkomen.
De Sana heeft een lengte van 138 kilometer, een verval van 304 meter en stroomt onder andere door de steden Ključ, Sanksi Most, Prijedor en Bosanski Novi, ook bekend als Novi Grad. Daar mondt de Sana uit in de Una, die vervolgens de grens tussen Bosnië en Herzegovina en Kroatië vormt.

## Vliegvissen
De zijtak van de rivier Sanica maar ook Sana zijn bekend om haar visrijke wateren. Met name forel en andere roofvissen zijn te vinden in deze rivier.
- Gemeinsame Normdatei: 1285926714